# Universidade Técnica do Oriente Médio
Universidade Técnica do Oriente Médio (em turco: Orta Doğu Teknik Üniversitesi, ODTÜ; em inglês: Middle East Technical University, METU), fundada em 1956, é uma universidade técnica internacional, localizada em Ancara, na Turquia. Foi reorganizada em 1982, para seguir as orientações da reforma no ensino superior turco.  A Universidade possui atualmente 5 faculdades, 40 departamentos e 98 institutos de pesquisa. A Universidade encontra-se em expansão e tem hoje mais de 20 mil alunos. Os cursos vão desde da engenharia a ciências naturais, planejamento da ciência e economia até a ciências sociais.